# منتخب تشيلي لسباعيات الرغبي
منتخب تشيلي لسباعيات الرغبي (بالإسبانية: Selección de rugby 7 de Chile)‏ هو ممثل تشيلي الرسمي في المنافسات الدولية في سباعيات الرغبي
.

## وصلات خارجية
- الموقع الرسمي